# Berthold Wehmeyer
Berthold Wehmeyer (* 7. Juni 1925 in Berlin; † 11. Mai 1949 ebendort) war der letzte Straftäter, der in West-Berlin hingerichtet wurde.

## Leben
Der gelernte Schlosser Wehmeyer war zusammen mit seinem namentlich nicht bekannten Begleiter am 22. April 1947 zu einer sogenannten Hamsterfahrt in die Prignitz aufgebrochen. In Wusterhausen lernten sie am nächsten Tag die 60-jährige Eva Kusserow aus Berlin-Weißensee kennen, die sich ebenfalls auf Hamsterfahrt befand. Am selben Abend trafen sich die drei in Wusterhausen wieder. Während Wehmeyers Bekannter und Kusserow ihre Tauschwaren erfolgreich gegen Kartoffeln tauschen konnten, blieb Wehmeyer erfolglos. Um in den Besitz der 20 kg Kartoffeln der Eva Kusserow zu gelangen, erwürgten Wehmeyer und sein Bekannter die Frau. Zusätzlich dazu wurde sie vergewaltigt. Die beiden Verurteilten versteckten die Leiche der Frau auf einem Feld bei Wusterhausen, wo sie am 28. April 1947 gefunden wurde.
Wenige Tage später wurden Wehmeyer und sein Bekannter als Tatverdächtige von der Berliner Kriminalpolizei ermittelt und festgenommen. Mit den damaligen Mitteln der Kriminaltechnik gelang es jedoch nicht, die Schuld für den Mord eindeutig einem der beiden Verdächtigen zuzuordnen, zumal sich die beiden gegenseitig beschuldigten. Wehmeyers Bekannter widerrief später seine Geständnisse und belastete zusammen mit seiner Frau den verdächtigen Berthold Wehmeyer als Haupttäter. In einem psychiatrischen Gutachten wurde Wehmeyer außerdem attestiert, er sei ein „grobschlächtiger Gewalttäter“ mit „ungewöhnlichem Sexualtrieb“. Er war im Alter von sechzehn Jahren bereits in einem anderen Fall wegen Raubes verurteilt worden. Seinem Bekannten dagegen wurde eine normale Sexualität bescheinigt.
Im Prozess vor dem Berliner Schwurgericht wurde Berthold Wehmeyer am 5. Juli 1948 als Haupttäter auf Grundlage des nach Kriegsende (mit Ausnahme seiner Staatsschutzbestimmungen) weitergeltenden Reichsstrafgesetzbuchs von 1871 wegen Mordes zum Tode und wegen Vergewaltigung zu fünf Jahren Zuchthaus verurteilt. Der Mitangeklagte erhielt wegen Beihilfe zum Mord eine Strafe von sechs Jahren Gefängnis. Die von Wehmeyers Verteidiger eingereichte Revision des Urteils wurde zurückgewiesen. Wehmeyers Gnadengesuche beim vorsitzenden Richter und der Alliierten Kommandantur blieb ebenfalls erfolglos. 
Ein erster Hinrichtungstermin im seit Dezember 1948 geteilten Berlin am 10. Mai 1949 wurde verschoben, da Wehmeyers Anwalt einen neuen angeblichen Zeugen benannte und eine Neuaufnahme des Prozesses beantragte. Dieser Antrag wurde umgehend abgelehnt. Berthold Wehmeyer wurde in den frühen Morgenstunden des 11. Mai 1949 im Hinrichtungsraum des Zellengefängnisses in der Lehrter Straße mit dem Fallbeil enthauptet, vermutlich durch Gustav Völpel. Dieses war die letzte Hinrichtung in West-Berlin.

## Aufhebung der Todesstrafe in West-Berlin
Am 8. Mai 1949 war für die drei westlichen Besatzungszonen Deutschlands – ohne Berlin – das Grundgesetz verabschiedet und damit auch die Todesstrafe abgeschafft worden, es wurde  am 12. Mai 1949 von den Westalliierten genehmigt und trat mit Ablauf des 23. Mai 1949 in Kraft. 
In West-Berlin wurde die Todesstrafe danach durch den Senat am 20. Januar 1951 abgeschafft, unter dem Vorbehalt anderslautender einzelner alliierter Entscheidungen. Bis zu diesem Zeitpunkt waren aber alle verhängten Todesurteile bereits in lebenslange Haft umgewandelt worden. 

## Weblink
- Die letzte Hinrichtung. Beitrag im Blog von Ernst Reuß, 12. Februar 2023; aus: Ernst Reuß: Endzeit und Neubeginn. Berliner Nachkriegsgeschichten. Metropol Verlag, Berlin 2022, ISBN 978-3-86331-635-8, S. 32 ff.